# Pseudorobillarda texana
Pseudorobillarda texana är en svampart som beskrevs av Nag Raj 1993. Pseudorobillarda texana ingår i släktet Pseudorobillarda, divisionen sporsäcksvampar och riket svampar.   Inga underarter finns listade i Catalogue of Life.